# 조 브라운 (산악인)
조지프 브라운(Joseph Brown, 1930년 9월 26일 – 2020년 4월 15일)는 1950년대와 1960년대 초반 암벽등반의 뛰어난 선구자로 여겨지는 영국의 산악인이었다. 그의 초기 등반 파트너인 돈 윌란스와 함께, 그는 제2차 세계 대전까지 스포츠를 지배했던 상류층과 중산층 전문가들과는 대조적으로 노동계급 출신인 새로운 영국의 전후 등반가들 중 한 명이었다. 그는 1955년 영국 칸첸중가 원정대에 참여하여 세계에서 세 번째로 높은 산에 처음으로 오른 사람이 되었다. 그의 일부 등반은 TV로 방영되었고, 그는 여러 영화에서 등산 장면을 도왔다. 브라운은 2020년 4월 15일 89세의 나이로 사망했다.

## 초기 생애
브라운은 잉글랜드 맨체스터 아드윅에서 일곱째이자 막내로 태어났다. 그의 아버지는 건축가이자 상선 해병이었고, 브라운이 생후 8개월이던 1931년에 사망했다. 브라운의 어머니는 세탁물 일을 맡아 하다 청소부로 일하기 시작했다. 그의 자서전 『힘든 세월』에서 브라운은 교회 행진을 거부하여 스카우트 운동에서 금지당했던 것을 회상하며, 시골을 탐험하기 시작한 방법, 즉 캠핑을 하고 옛 채석장에서 놀고 등반했던 것을 떠올렸다. 약 16세쯤 그는 킨더 다운폴에 도착했고, 콜린 커커스의 『등반하러 가자』를 읽고 등반을 시작하기로 결심했다. 그는 어머니의 낡은 빨랫줄을 밧줄로 빌렸다고 알려져 있지만, 브라운 자신은 사실 도로 공사 주변에 놓인 밧줄을 훔쳤다고 설명했다.
학교를 졸업한 후 그는 아치라는 배관공 및 건축업자 밑에서 견습 배관공 및 일반 건축업자로 훈련을 받았다. 1949-50년, 그는 징집되어 18개월 동안 왕립 육군 병참대에서 복무하며 친구들과 자유 시간을 등반에 보냈다. 브라운은 차 주전자 쟁탈전에서 다리가 세 군데 부러졌지만, 세 달 후에 다시 등반을 시작했다.

## 등반 경력

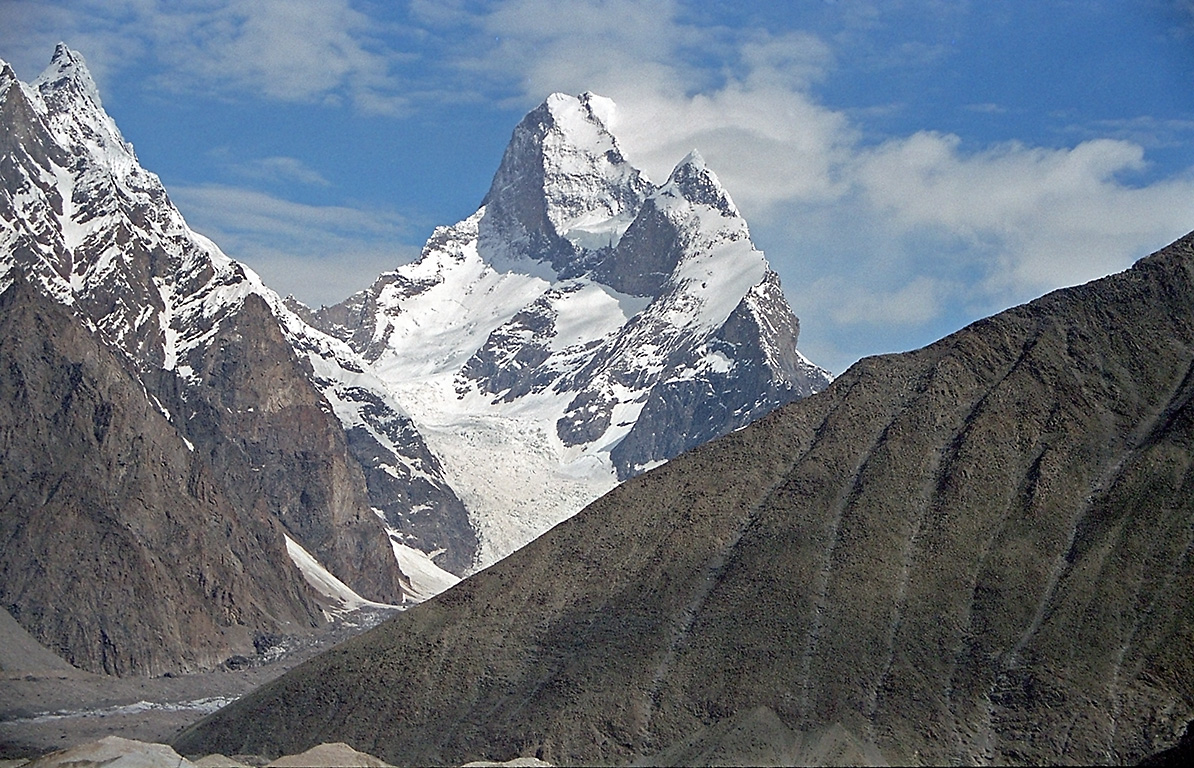
1956년 브라운과 이안 맥노트-데이비스는 무즈타그 타워 서봉을 처음으로 등정했다

"마스터"와 "인간 파리"로 알려진 브라운은 1950년대 등반으로 유명해졌다. 그는 발키리 등반 클럽의 회원이었고 록 앤 아이스 클럽의 창립 회원이다. 『하드 록』에서 켄 윌슨은 브라운에 대해 "독자들은 이 책에 실린 그의 등반을 연구함으로써 그의 능력에 대한 어떤 아이디어를 얻을 수 있을 것이다. 그는 등반에 열정, 인내, 힘, 기술적 능력, 선을 보는 눈, 경쟁력, 그리고 무엇보다 미묘하고 신비로운 카리스마라는 드문 속성들의 조합을 가져왔다. 그의 영국 암벽등반에서의 탁월한 위치를 부인할 사람은 거의 없을 것이다"라고 말했다. 1967년 브라운의 자서전 『힘든 세월』을 평론하면서 등반가 A. B. 하그리브스는 "이것은 놀라운 사람의 놀라운 책이다. 그 사람, 힘든 사람, 등반가로서 암벽등반과 등산에서의 그의 업적은 매우 위대했다. 20년 만에 그는 전설이 되었다"고 말했다.
초기 등반 파트너는 이웃 도시인 솔퍼드 구 출신의 돈 윌란스였다. 그들은 제2차 세계 대전까지 스포츠를 지배했던 상류층과 중산층 전문가들과는 대조적으로 노동계급 출신인 새로운 전후 등반가들 중 첫 번째였다. 그는 너무 유명해서 우체국이 그에게 "인간 파리, 영국"이라고만 쓰인 편지를 배달하기도 했다.
브라운은 스노도니아와 피크 디스트릭트에 여러 개의 새로운 등반 루트를 개척했는데, 이 루트들은 가장 어려운 등급의 선두에 있었다. 란베리스 고개의 디나스 크롬레치의 예시로는 "세노타프 코너"(1952년, 더그 벨쇼와 함께 E1 등급)와 "공동묘지 문"(1951년, 돈 윌란스와 함께 E1 등급)이 있다.
알프스산맥과 히말라야산맥에서의 브라운의 등반 업적에는 1950년대에 윌란스 및 록 앤 아이스 등반 클럽의 다른 회원들과 함께 한 많은 등반과, 1955년 세계에서 세 번째로 높은 산인 네팔 히말라야산맥의 칸첸중가산의 첫 등정이 조지 밴드와 함께 포함되어 있다. 1956년 그는 이안 맥노트-데이비스와 함께 카라코람산맥의 무즈타그 타워 서봉을 처음으로 등정했다. 팀의 다른 멤버인 존 하르토그와 톰 페이티는 다음 날 주봉에 도달했다.
선구적인 루트를 개척했을 뿐만 아니라, 그는 등반의 안전을 향상시키기 위한 새로운 유형의 "보호 장비"를 만드는 데 도움을 주었으며, 암나사에서 나사산을 제거하고 그 중앙에 슬링을 꿰어 최초의 "너트"를 만들었다고 알려져 있다. 그는 등반 장비를 만들고 개선하기 시작하여 1966년에 상점을 열었고, 이후 스노도니아에 세 개의 상점과 온라인 상점으로 확장되었다.

## 개인 생활
1957년 2월 17일, 브라운은 발레리 멜빌 그레이와 결혼했다. 그들에게는 두 딸이 있었다.
2020년 4월 15일, 브라운은 89세의 나이로 란베리스 자택에서 사망했다.

## 영예
브라운은 대영 제국 훈장 구성원 (MBE)으로 임명되었고, 2011년에는 암벽 등반 및 등산에 대한 공로로 신년 영예 목록에서 대영 제국 훈장 지휘관 (CBE)이 되었다. CBE를 받았을 때 BBC는 그가 "CBE를 받는 것이 너무 이상하다. 왜냐하면 즐기는 것에 대한 상을 받는 것 같기 때문"이라고 말했다고 보도했다.

## 언론에서의 활동
그의 등반 경력 내내 브라운은 『해저드』, 『업사이드 다운 웨일스』, 파이브 데이즈 원 썸머와 같은 영화에 참여했으며, 이 영화들에서 그와 다른 영국 등반가들은 등산 장면을 도왔다. 1986년에는 미션에서 등반 장면 중 로버트 드니로의 스턴트 더블을 맡았다.
브라운은 1960년대 TV로 방영된 암벽 등반으로 기억되는데, 스노도니아에서의 세 차례 등반과 1967년 스코틀랜드의 해식애인 올드 맨 오브 호이에서의 화려한 새 루트 등반이 이안 맥노트-데이비스, 크리스 보니нгтон과 함께 BBC에 생중계되었다. 1984년 브라운은 TV 다큐멘터리에서 올드 맨 등반을 반복했다.
사이먼 톰슨은 2010년 저서 『정당화될 수 없는 위험?: 영국 등반의 이야기』에서 브라운에 대해 "조 브라운은 많은 사람들에게 20세기 최고의 영국 등반가로 여겨진다"고 말했다.

## 저서
- Brown, Joe (1967). 《The Hard Years》. London: Victor Gollancz. OCLC 752708655.